# Mazeyrat-d'Allier
Pour les articles homonymes, voir Reilhac.
Mazeyrat-d'Allier est une commune française située dans le département de la Haute-Loire en région Auvergne-Rhône-Alpes.

## Géographie

### Localisation
La commune de Mazeyrat-d'Allier se trouve à 620 mètres d'altitude dans le département de la Haute-Loire, en région Auvergne-Rhône-Alpes.
Elle se situe à 39 km par la route du Puy-en-Velay, préfecture du département, et à 26 km de Brioude, sous-préfecture
Les communes les plus proches sont : Langeac (3,5 km), Saint-Georges-d'Aurac (4,1 km), Chanteuges (5,4 km), Chavaniac-Lafayette (5,9 km), Cerzat (5,9 km), Saint-Arcons-d'Allier (6,1 km), Vissac-Auteyrac (6,4 km), Aubazat (7,4 km).
| Cerzat  | Saint-Georges-d'Aurac | Saint-Georges-d'Aurac |
| Langeac | Mazeyrat-d'Allier     | Saint-Georges-d'Aurac |
| Langeac | Langeac               | Chanteuges            |

### Géologie et relief
La commune se trouve dans le Massif central et culmine à 1 000 m d'altitude. Elle est surmontée par le mont Coupet et le mont Briançon.

### Climat
Pour des articles plus généraux, voir Climat d'Auvergne-Rhône-Alpes et Climat de la Haute-Loire.
En 2010, le climat de la commune est de type climat océanique altéré, selon une étude du Centre national de la recherche scientifique s'appuyant sur une série de données couvrant la période 1971-2000. En 2020, Météo-France publie une typologie des climats de la France métropolitaine dans laquelle la commune est exposée à un climat de montagne ou de marges de montagne et est dans une zone de transition entre les régions climatiques « Nord-est du Massif Central » et « Sud-est du Massif Central ».
Pour la période 1971-2000, la température annuelle moyenne est de 10,2 °C, avec une amplitude thermique annuelle de 16,2 °C. Le cumul annuel moyen de précipitations est de 658 mm, avec 7,9 jours de précipitations en janvier et 6,3 jours en juillet. Pour la période 1991-2020, la température moyenne annuelle observée sur la station météorologique de Météo-France la plus proche, « Chavaniac-Lafa », sur la commune de Chavaniac-Lafayette à 6 km à vol d'oiseau, est de 10,5 °C et le cumul annuel moyen de précipitations est de 766,4 mm,. Pour l'avenir, les paramètres climatiques de la commune estimés pour 2050 selon différents scénarios d'émission de gaz à effet de serre sont consultables sur un site dédié publié par Météo-France en novembre 2022.

## Urbanisme

### Typologie
Au 1er janvier 2024, Mazeyrat-d'Allier est catégorisée commune rurale à habitat dispersé, selon la nouvelle grille communale de densité à sept niveaux définie par l'Insee en 2022.
Elle est située hors unité urbaine. Par ailleurs la commune fait partie de l'aire d'attraction de Langeac, dont elle est une commune de la couronne,. Cette aire, qui regroupe 14 communes, est catégorisée dans les aires de moins de 50 000 habitants,.

### Occupation des sols
L'occupation des sols de la commune, telle qu'elle ressort de la base de données européenne d’occupation biophysique des sols Corine Land Cover (CLC), est marquée par l'importance des territoires agricoles (72,9 % en 2018), une proportion sensiblement équivalente à celle de 1990 (73,7 %). La répartition détaillée en 2018 est la suivante : 
prairies (34,7 %), zones agricoles hétérogènes (34,7 %), forêts (15 %), milieux à végétation arbustive et/ou herbacée (9,6 %), terres arables (3,6 %), zones urbanisées (1,3 %), zones industrielles ou commerciales et réseaux de communication (1,1 %). L'évolution de l’occupation des sols de la commune et de ses infrastructures peut être observée sur les différentes représentations cartographiques du territoire : la carte de Cassini (XVIIIe siècle), la carte d'état-major (1820-1866) et les cartes ou photos aériennes de l'IGN pour la période actuelle (1950 à aujourd'hui).

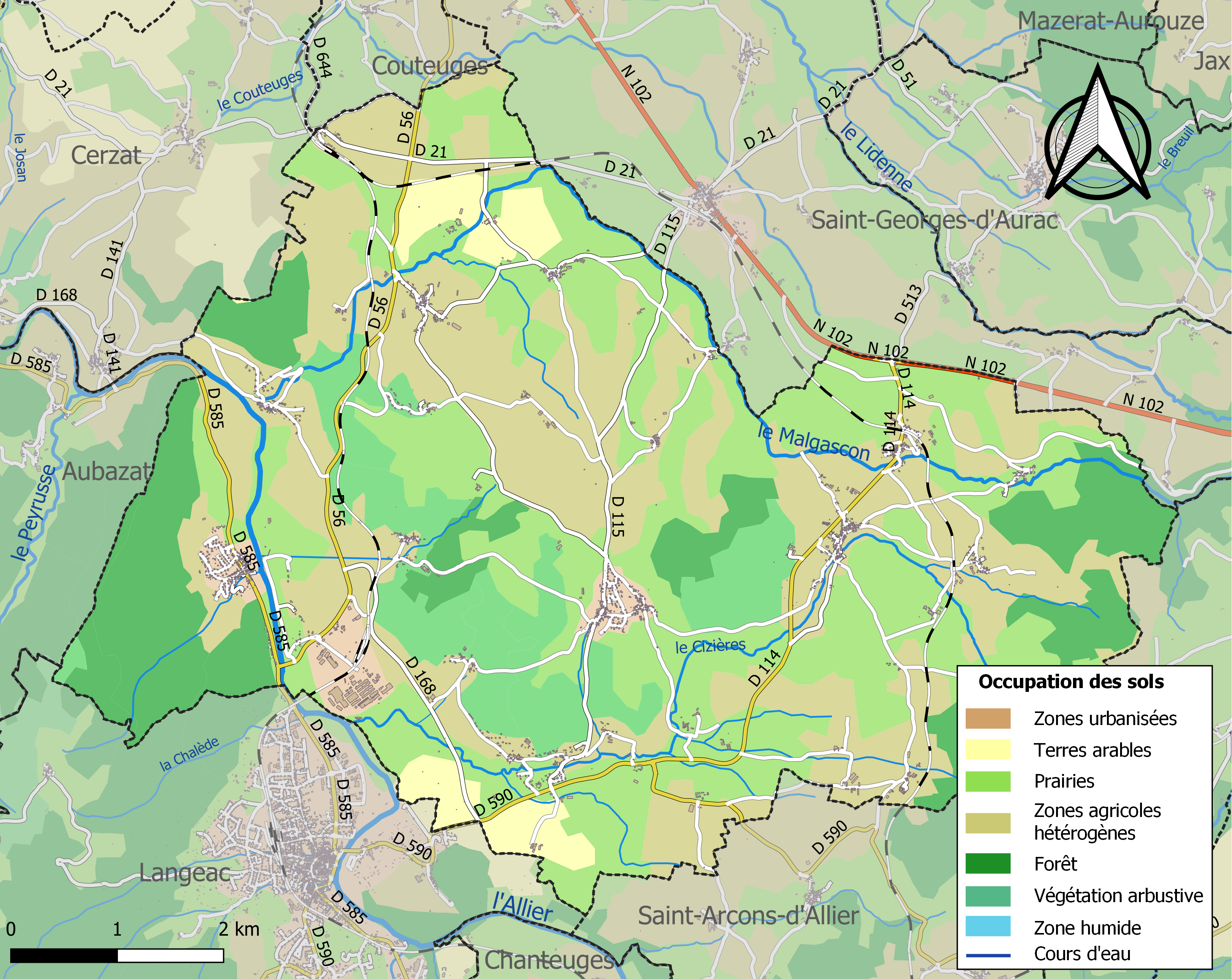
Carte des infrastructures et de l'occupation des sols de la commune en 2018 (CLC).

### Habitat et logement
En 2018, le nombre total de logements dans la commune était de 883, alors qu'il était de 857 en 2013 et de 807 en 2008.
Parmi ces logements, 74,4 % étaient des résidences principales, 13,9 % des résidences secondaires et 11,7 % des logements vacants. Ces logements étaient pour 98,7 % d'entre eux des maisons individuelles et pour 1,2 % des appartements.
Le tableau ci-dessous présente la typologie des logements à Mazeyrat-d'Allier en 2018 en comparaison avec celle de la Haute-Loire et de la France entière. Une caractéristique marquante du parc de logements est ainsi une proportion de résidences secondaires et logements occasionnels (13,9 %) inférieure à celle du département (16,1 %) mais supérieure à celle de la France entière (9,7 %). Concernant le statut d'occupation de ces logements, 85,8 % des habitants de la commune sont propriétaires de leur logement (84,5 % en 2013), contre 70 % pour la Haute-Loire et 57,5 pour la France entière.
| Typologie                                               | Mazeyrat-d'Allier | Haute-Loire | France entière |
| ------------------------------------------------------- | ----------------- | ----------- | -------------- |
| Résidences principales (en %)                           | 74,4              | 71,5        | 82,1           |
| Résidences secondaires et logements occasionnels (en %) | 13,9              | 16,1        | 9,7            |
| Logements vacants (en %)                                | 11,7              | 12,4        | 8,2            |

## Histoire

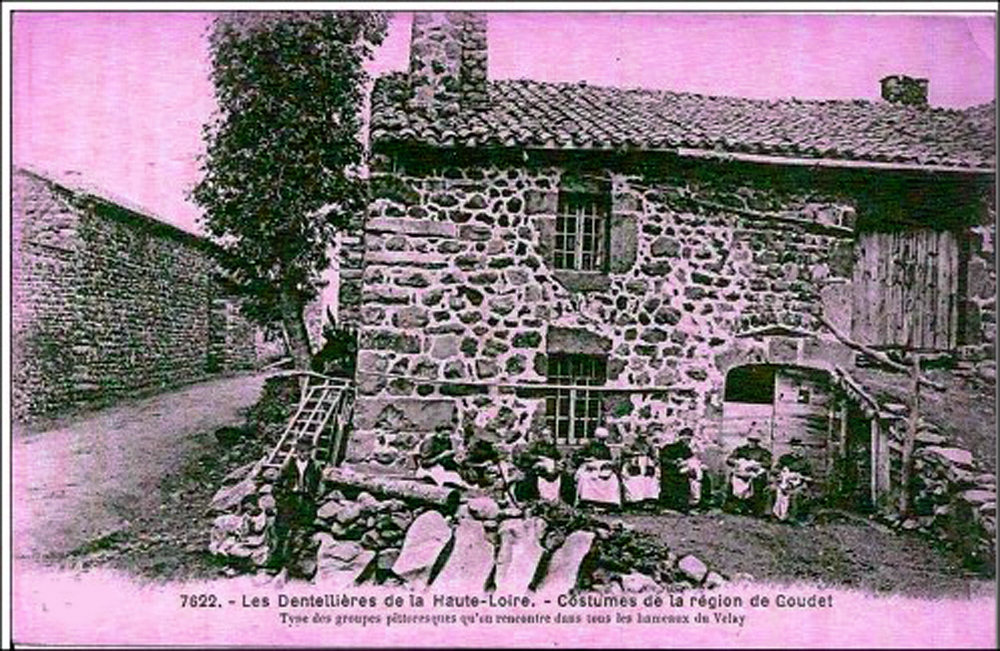
Dentellières devant la maison de la béate.

Des débris d'un dolmen ont été signalés au XIXe siècle (liste de l’archéologue Duranson). Il offrait une particularité : c'est que la table était en granite tandis que les dalles qui formaient les côtés étaient en lave.
En 1972, la commune, alors appelée "Mazeyrat-Crispinhac", a été réunie par la volonté de trois maires dont celui de Mazeyrat, Andre Chapon, sous le nom actuel de Mazeyrat-d'Allier, aux communes voisines de Reilhac et de Saint-Eble. Cette dernière porta, au cours de la période révolutionnaire de la Convention nationale (1792-1795), le nom de Coupet.

## Politique et administration

### Découpage territorial
La commune de Mazeyrat-d'Allier est membre de la communauté de communes des Rives du Haut Allier, un établissement public de coopération intercommunale (EPCI) à fiscalité propre créé le 27 décembre 2016 dont le siège est à Langeac. Ce dernier est par ailleurs membre d'autres groupements intercommunaux.
Sur le plan administratif, elle est rattachée à l'arrondissement de Brioude, au département de la Haute-Loire, en tant que circonscription administrative de l'État, et à la région Auvergne-Rhône-Alpes.
Sur le plan électoral, elle dépend du canton du Pays de Lafayette pour l'élection des conseillers départementaux, depuis le redécoupage cantonal de 2014 entré en vigueur en 2015, et de la deuxième circonscription de la Haute-Loire  pour les élections législatives, depuis le redécoupage électoral de 1986.

### Liste des maires
| Période                                  | Période   | Identité          | Étiquette | Qualité |
| ---------------------------------------- | --------- | ----------------- | --------- | ------- |
| Les données manquantes sont à compléter. |           |                   |           |         |
| mars 2001                                | mars 2008 | Yvette Alizer     | DVD       |         |
| mars 2008                                | 2014      | Denis Foury       |           |         |
| 2014                                     | 2020      | Jean-Marie Chapon |           |         |
| mars 2020                                | En cours  | Philippe Molhérat |           |         |

## Population et société

### Démographie

#### Évolution démographique
L'évolution du nombre d'habitants est connue à travers les recensements de la population effectués dans la commune depuis 1793. Pour les communes de moins de 10 000 habitants, une enquête de recensement portant sur toute la population est réalisée tous les cinq ans, les populations de référence des années intermédiaires étant quant à elles estimées par interpolation ou extrapolation. Pour la commune, le premier recensement exhaustif entrant dans le cadre du nouveau dispositif a été réalisé en 2004.

En 2022, la commune comptait 1 426 habitants, en évolution de −4,74 % par rapport à 2016 (Haute-Loire : +0,36 %, France hors Mayotte : +2,11 %).
| 1793 | 1800 | 1806 | 1821 | 1831 | 1836 | 1841 | 1846 | 1851 |
| ---- | ---- | ---- | ---- | ---- | ---- | ---- | ---- | ---- |
| 595  | 525  | 708  | 693  | 686  | 809  | 756  | 780  | 765  |

| 1856 | 1861 | 1866 | 1872 | 1876 | 1881 | 1886 | 1891 | 1896 |
| ---- | ---- | ---- | ---- | ---- | ---- | ---- | ---- | ---- |
| 761  | 842  | 870  | 854  | 823  | 838  | 873  | 823  | 782  |

| 1901 | 1906 | 1911 | 1921 | 1926 | 1931 | 1936 | 1946 | 1954 |
| ---- | ---- | ---- | ---- | ---- | ---- | ---- | ---- | ---- |
| 757  | 732  | 696  | 620  | 606  | 607  | 609  | 529  | 528  |

| 1962 | 1968 | 1975  | 1982  | 1990  | 1999  | 2004  | 2006  | 2009  |
| ---- | ---- | ----- | ----- | ----- | ----- | ----- | ----- | ----- |
| 537  | 454  | 1 079 | 1 089 | 1 153 | 1 228 | 1 442 | 1 468 | 1 524 |

| 2014  | 2019  | 2022  | - | - | - | - | - | - |
| ----- | ----- | ----- | - | - | - | - | - | - |
| 1 520 | 1 445 | 1 426 | - | - | - | - | - | - |

#### Pyramide des âges
En 2018, le taux de personnes d'un âge inférieur à 30 ans s'élève à 29,6 %, soit en dessous de la moyenne départementale (31 %). À l'inverse, le taux de personnes d'âge supérieur à 60 ans est de 27,5 % la même année, alors qu'il est de 31,1 % au niveau départemental.
En 2018, la commune comptait 747 hommes pour 715 femmes, soit un taux de 51,09 % d'hommes, légèrement supérieur au taux départemental (49,13 %).
Les pyramides des âges de la commune et du département s'établissent comme suit.
| Hommes | Classe d’âge | Femmes |
| ------ | ------------ | ------ |
| 0,1    | 90 ou +      | 1,4    |
| 8,1    | 75-89 ans    | 10,2   |
| 17,5   | 60-74 ans    | 17,8   |
| 25,3   | 45-59 ans    | 24,5   |
| 16,9   | 30-44 ans    | 19,0   |
| 13,8   | 15-29 ans    | 14,0   |
| 18,2   | 0-14 ans     | 13,2   |

| Hommes | Classe d’âge | Femmes |
| ------ | ------------ | ------ |
| 0,9    | 90 ou +      | 2,5    |
| 8,4    | 75-89 ans    | 11,7   |
| 20,4   | 60-74 ans    | 20,5   |
| 21,3   | 45-59 ans    | 20,3   |
| 16,8   | 30-44 ans    | 16,3   |
| 15,2   | 15-29 ans    | 13,2   |
| 17     | 0-14 ans     | 15,6   |

## Économie

### Revenus
En 2018, la commune compte 658 ménages fiscaux, regroupant 1 506 personnes. La médiane du revenu disponible par unité de consommation est de 20 880 € (20 800 € dans le département).

### Emploi
| Division       | 2008  | 2013  | 2018  |
| -------------- | ----- | ----- | ----- |
| Commune        | 6,8 % | 6,2 % | 4,8 % |
| Département    | 6,3 % | 7,7 % | 7,7 % |
| France entière | 8,3 % | 10 %  | 10 %  |

En 2018, la population âgée de 15 à 64 ans s'élève à 924 personnes, parmi lesquelles on compte 78,9 % d'actifs (74 % ayant un emploi et 4,8 % de chômeurs) et 21,1 % d'inactifs,. En 2018, le taux de chômage communal (au sens du recensement) des 15-64 ans est inférieur à celui de la France et département, alors qu'en 2008 il était supérieur à celui du département et inférieur à celui de la France.
La commune fait partie de la couronne de l'aire d'attraction de Langeac, du fait qu'au moins 15 % des actifs travaillent dans le pôle,. Elle compte 503 emplois en 2018, contre 590 en 2013 et 625 en 2008. Le nombre d'actifs ayant un emploi résidant dans la commune est de 690, soit un indicateur de concentration d'emploi de 72,8 % et un taux d'activité parmi les 15 ans ou plus de 59,6 %.
Sur ces 690 actifs de 15 ans ou plus ayant un emploi, 207 travaillent dans la commune, soit 30 % des habitants. Pour se rendre au travail, 90,8 % des habitants utilisent un véhicule personnel ou de fonction à quatre roues, 0,7 % les transports en commun, 2,5 % s'y rendent en deux-roues, à vélo ou à pied et 6 % n'ont pas besoin de transport (travail au domicile).

## Culture locale et patrimoine

### Lieux et monuments
- L'église Saint-Privat de Reilhac : édification datant du dernier quart du XIe siècle et du début du XIIe. Inscription au titre des monuments historiques par arrêté du 23 septembre 1949[23] ;
- Le château du Cluzel : le château, y compris le salon à boiseries sculptées et le salon à boiseries ornées de peintures et à plafond peint sont inscrits au titre des monuments historiques par arrêté du 28 décembre 1964[24] ;
- Gare de Saint-Georges-d'Aurac ;
- Dolmen de Marjallat : classé au titre des monuments historiques par arrêté du 11 août 1986[25] ;
- Dolmen de Las Tombas de Las Fadas : classé au titre des monuments historiques par liste de 1862[26].

### Personnalités liées à la commune
- Marcel Bayard (1898-1956), théoricien et Ingénieur général des Télécommunications a passé son enfance dans la commune ;
- Gaby Basset (1902-2001) comédienne , première épouse de Jean Gabin est enterrée dans le cimetière de la commune.